# Zaprzeczenie
Zaprzeczenie – nieświadomy mechanizm obronny w psychologii i psychoanalizie. Klasyfikowany jako niedojrzały lub prymitywny mechanizm obronny. 
Zaprzeczanie to fałszowanie obrazu teraźniejszości poprzez nieprzyjmowanie do wiadomości realnych faktów, w celu odsunięcia negatywnych myśli i uczuć, które mogłyby się z tym wiązać. Spostrzeganie rzeczywistości zachodzi z unikaniem uświadomienia sobie jej przykrych aspektów. 
Stosowanie przez daną osobę mechanizmu  obronnego jakim jest zaprzeczanie jest często w sprzeczności z obrazem społecznym danej osoby - wydaje się sprzeczne z jej wykształceniem, pozycją czy poziomem inteligencji. 

## Przykłady
1. Alkoholik, który twierdzi, że nie jest uzależniony, bo może w każdej chwili przestać.
2. Rodzic, który nie wierzy w śmierć dziecka i wciąż czeka na jego powrót do domu.
3. Osoba cierpiąca na nieuleczalną chorobę, twierdząca, że jest zdrowa.
4. Osoba uzależniona np. od papierosów czy alkoholu negująca całkowicie ich negatywny wpływ na zdrowie.